# 海食柱の一覧
海食柱の一覧（かいしょくちゅうのいちらん）は、世界の海食柱の不完全な一覧で、ある程度の解説を記したものである。

## 海食柱の例
海食柱は、世界中に見られる。

### オールド・ハリー・ロックス

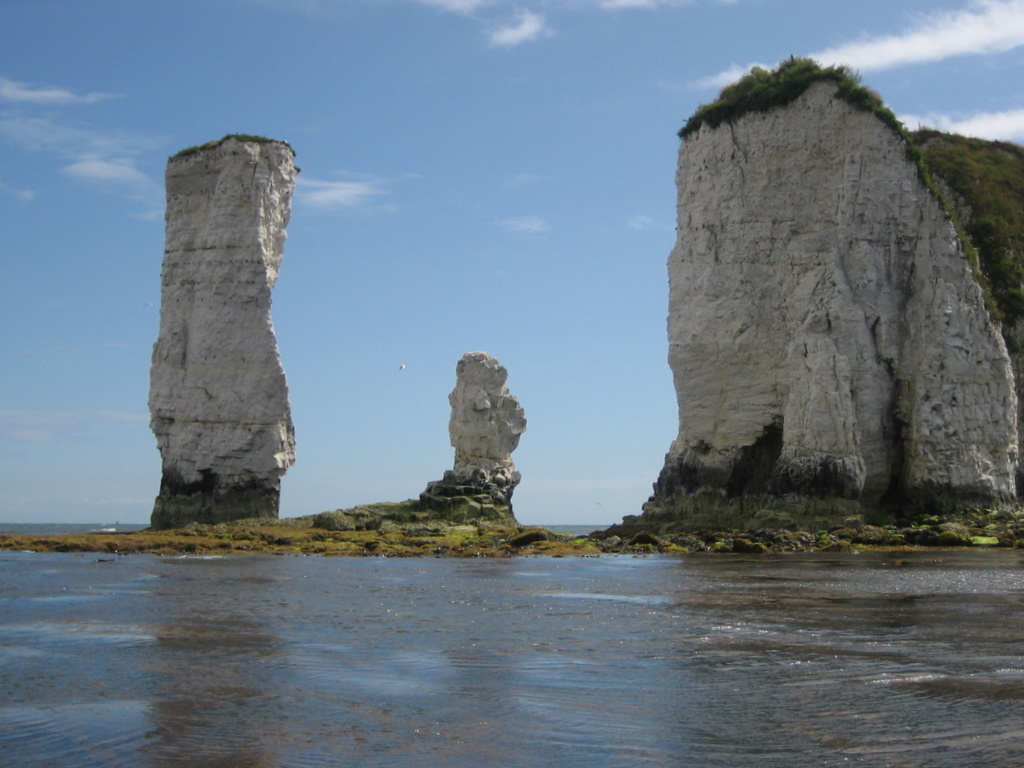
オールド・ハリー・ロックス

オールド・ハリー・ロックス（Old Harry Rocks）とは、イングランド南部のドーセット州のパーベック半島に位置するStudlandと言う町にあり、ジュラシック・コーストの一部である。チョークでできた2つの海食柱で、オールド・ハリーとその妻と呼ばれる場合もあるが、実は過去に1本だけになっていた時代もあり、2003年現在の妻は2代目に当る。

### 神の指岩

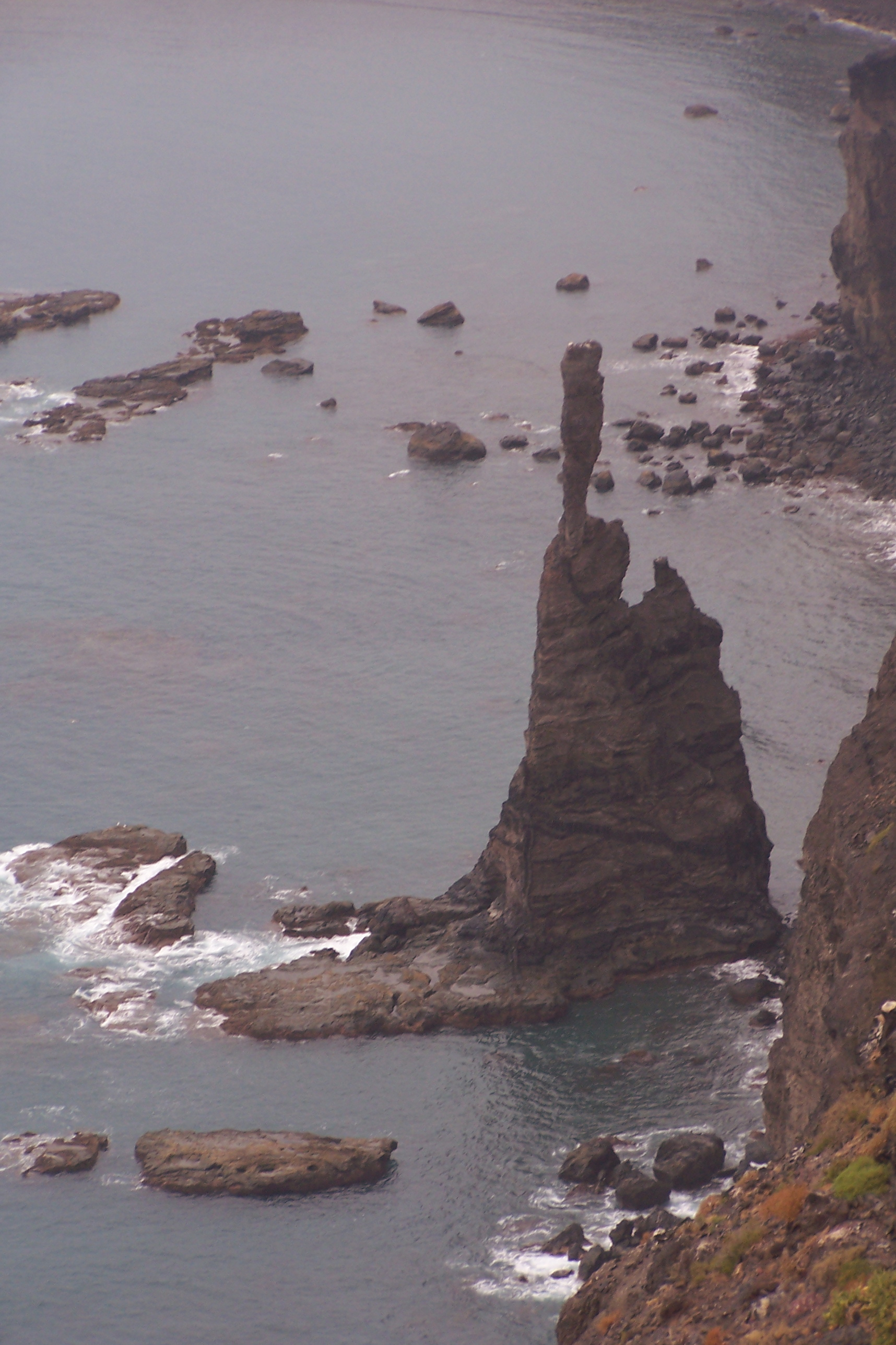
El Dedo de Dios
2005年9月

神の指岩（El Dedo de Dios）とは、大西洋に浮かぶカナリア諸島に属する島の1つのグラン・カナリア島に存在する、玄武岩でできた海食柱である。場所は、北緯28度05分、西経15度42分付近である。近くには、アガエテの町が存在する。なお、2005年11月に発生した熱帯低気圧の襲来によって、この岩の一部が破壊された。

#### 神の指岩の概要
神の指岩の存在する辺りには、グラン・カナリア島の中でも最も古くに形成された岩石が見られる。これが形成されたのは、だいたい1400万年前だと考えられている。そして、この辺りに存在する玄武岩の岩盤から、20万年〜30万年の時間をかけて侵食を受けた結果、この独特な形状を持つ神の指岩が自然に形成されたと考えられている。
なお、この独特な形状の岩は、多くの芸術家にインスピレーションを与えたとも言われている。

#### 指を失った神の指岩
神の指岩は、独特な形状を持った海食柱であったためにこの名が付けられた。しかし、2005年11月に熱帯低気圧デルタが襲来した際、この岩の上部にあった「指」に喩えられていた部分が破損し、海の中に落ちてしまった。その後アガエテの町は、この岩の調査を専門家に依頼した。そして、2006年に岩の再建や保存に関するアドバイスを受けた。

### 首切り人岩

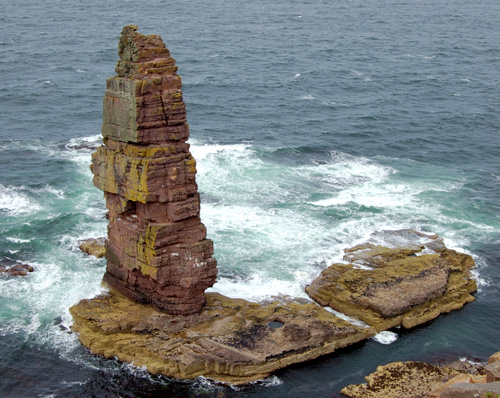
Am Buachaille

首切り人岩（Am Buachaille）とは、スコットランドのハイランド地方のサザランドに存在する、新原生代の砂岩（英語版のTorridonianを参照）でできた、海食柱である。この岩のおおよその位置は、北緯58度54分、西経5度08分。なお、Am Buachailleはスコットランド・ゲール語であり、「首を切って死刑を執行する人」という意味である。ちなみに、この岩に最初に登った人物は、イギリス人登山家のIan Cloughとスコットランド人登山家のTom Pateyの2人だと言われている。

### 三人兄弟岩

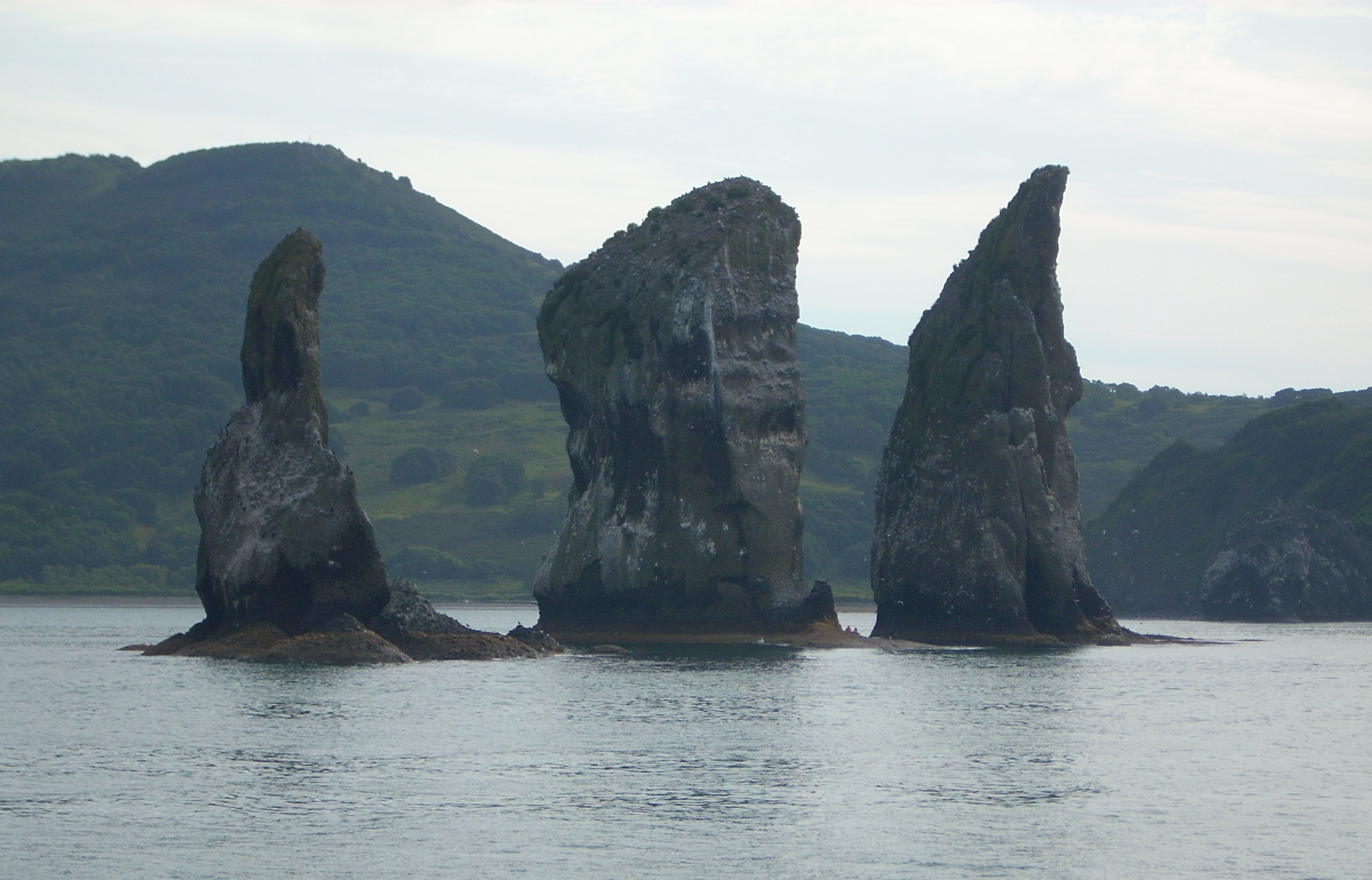
Три Брата

三人兄弟岩（Три Брата）（Tri Brata）とは、ロシアのアバチャ湾の入口に存在する、3つ並んだ岩である。おおよそ北緯52度89分、東経158度68分付近に位置する。ペトロパブロフスク・カムチャツキーではよく知られた岩で、同都市のシンボルともなっている。この地方の伝承によれば、この岩は津波から町を守りに行った三人の兄弟が、岩に姿を変えたものだという。

### 地蔵岩
地蔵岩（じぞういわ）とは、北海道宗谷地方の礼文島に存在する、高さ約50mの海食柱である。この岩のおおよその位置は、北緯45度18分、東経141度01分。その形状が地蔵像に似ていることから、この名が付いた。礼文島の西岸は、おおむね海食崖となっている。この岩は、そんな崖の下にある浜からほぼ垂直に立ち上がっているのが見て取れる。

### ザ・トゥエルブ・アポストルズ

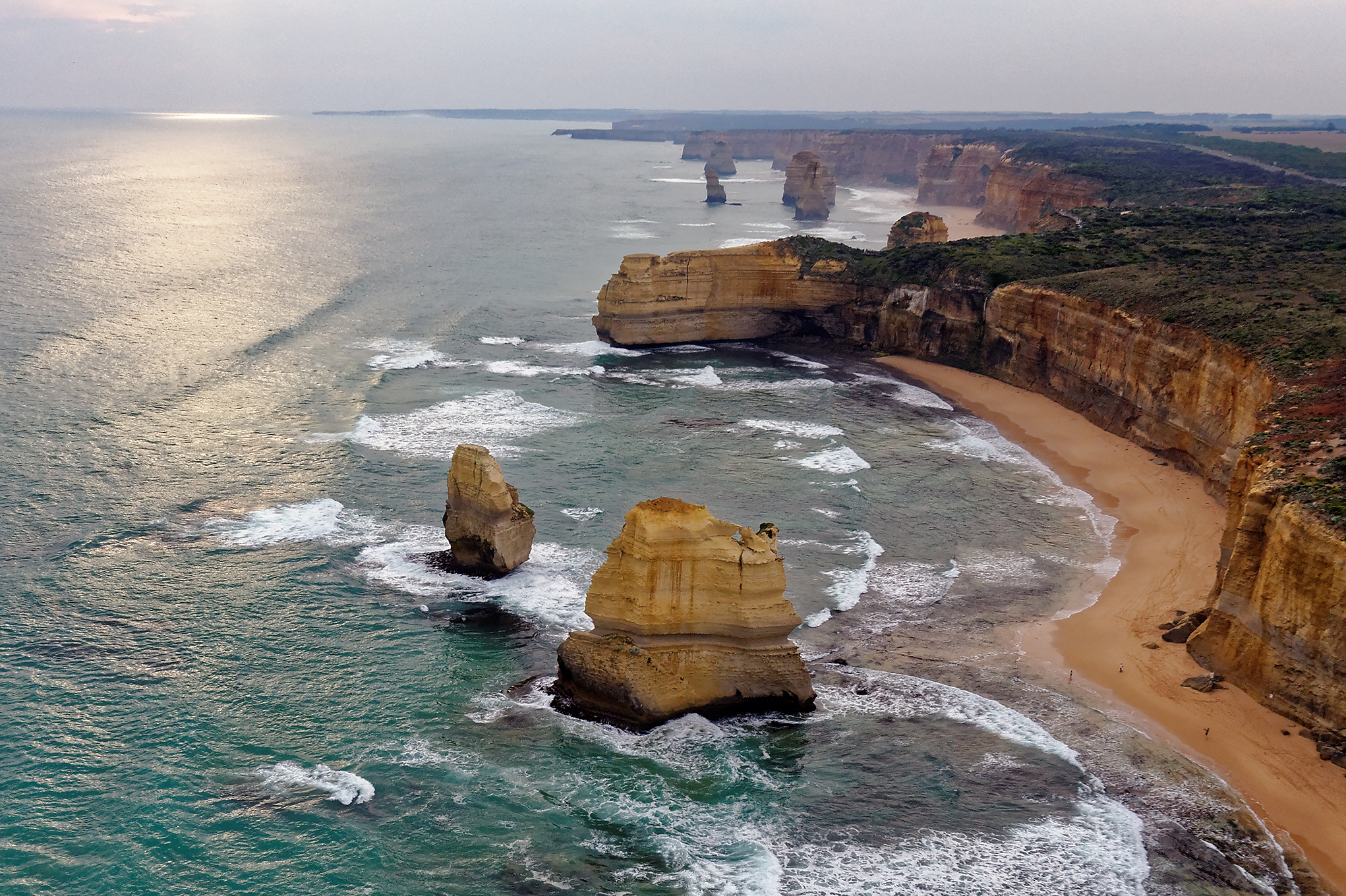
The Twelve Apostles

ザ・トゥエルブ・アポストルズ（The Twelve Apostles）とは、オーストラリアのビクトリア州のポートキャンベル国立公園にある、石灰岩でできた複数の海食柱である。十二使徒を意味する名称ではあるが、12本の海食柱が存在しているわけではない。

### スタック・アン・アーミン

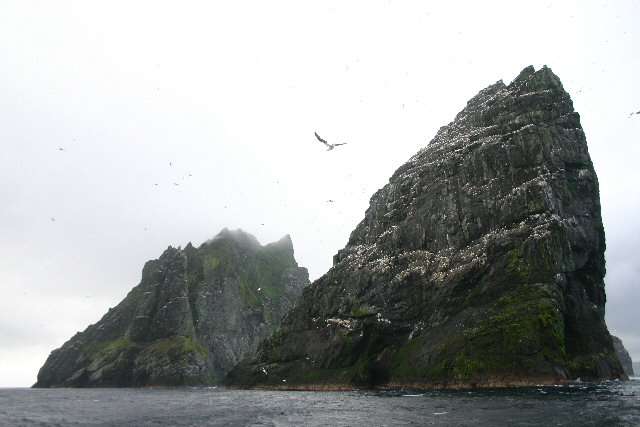
スタック・アン・アーミン（右）とBoreray（左）

スタック・アン・アーミン（Stac an Armin）とは、イギリス領のスコットランド、セント・キルダ群島に存在する高さ196mの海食柱である。この「Stac an Armin」という名称は、「戦士の海食柱」とか「兵士の海食柱」という意味。カツオドリの生息地で、絶滅したオオウミガラスがイギリスの島々の中では最後に観察された場所でもある。なお、この近くにはスタック・リー（Stac Lee）と呼ばれる、高さ約170mの海食柱も存在する。

### タプー島

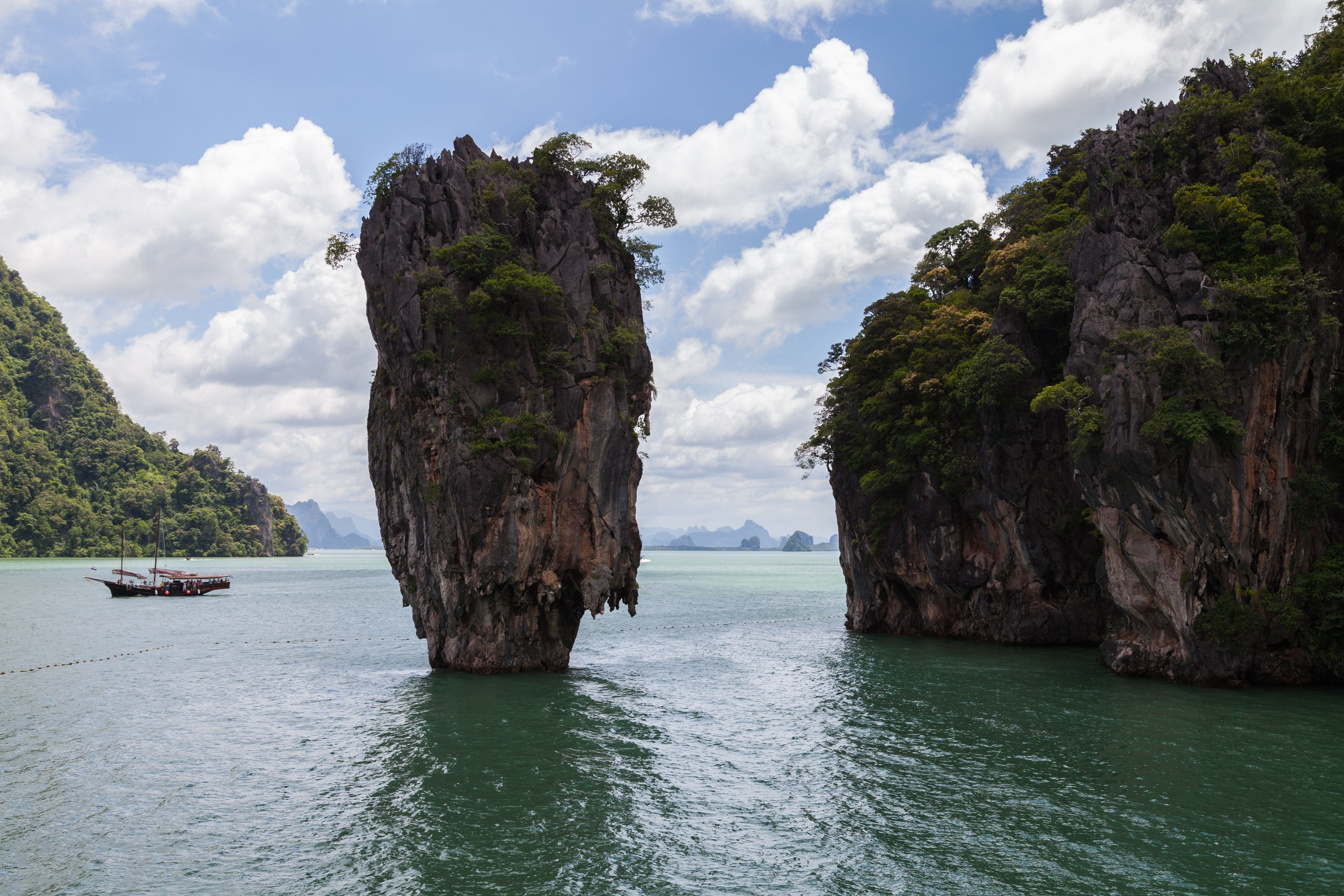
タプー島

タプー島（เกาะตะปู、コ・タプー）とは、アンダマン海に面した、タイ王国のパンガー湾に存在する、石灰岩でできた、高さ約20mの海食柱である。なお、コ・タプーはカオ・タプー（เขาตะปู、タープー山）とも呼ばれる。1974年に公開されたジェームズ・ボンドの映画『007 黄金銃を持つ男』に登場したことから、ジェームズ・ボンド島（James Bond Island）」と呼ばれるようになり、この地域の有名な観光地となった。

### ファラリョーニ

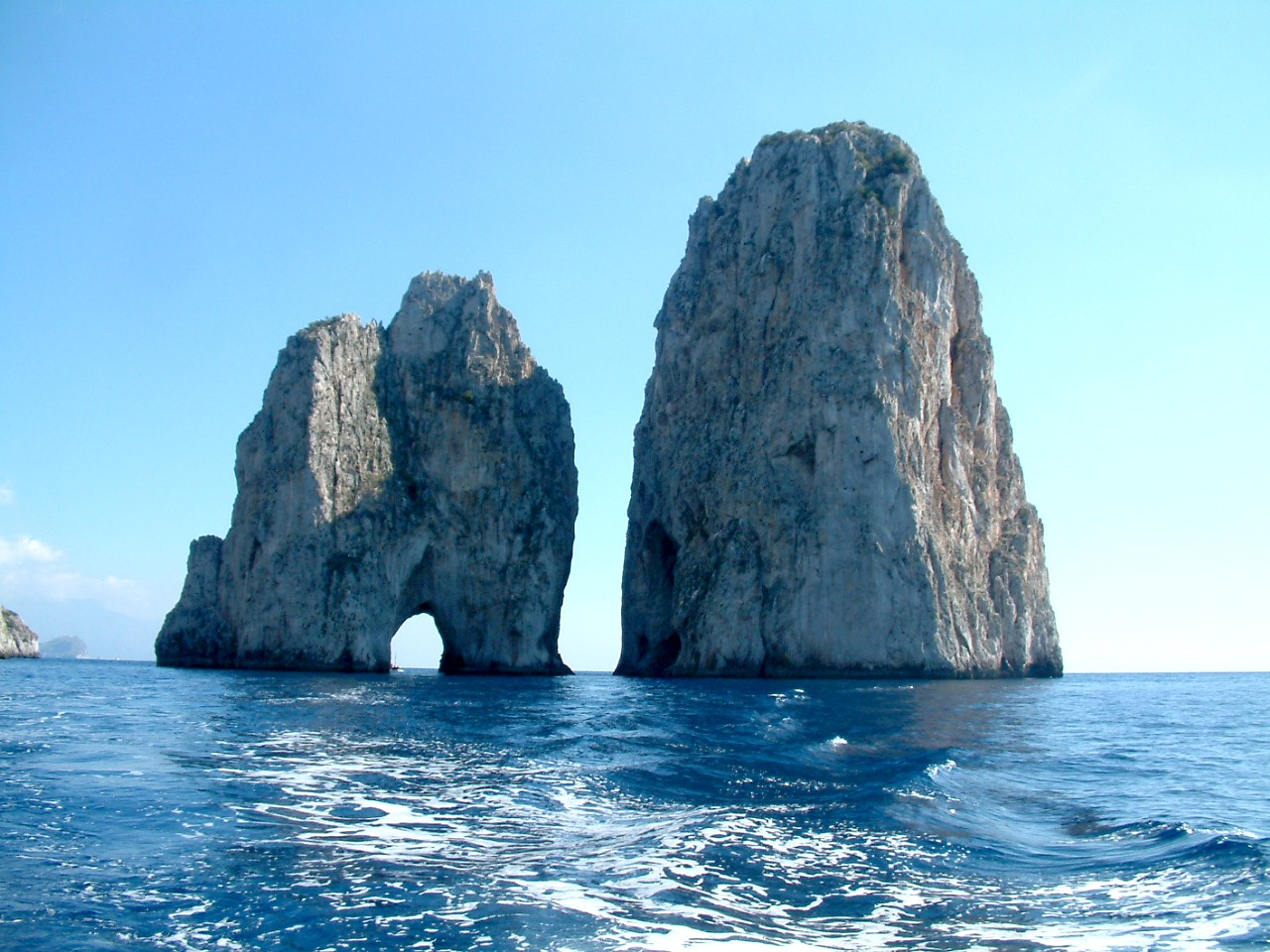
Faraglioni

ファラリョーニ（Faraglioni）とは、イタリアのカプリ島に存在する、3つの海食柱の総称である。その位置は、おおよそ北緯40度32分、東経14度15分。3つの海食柱には、それぞれ個別の名前も付けられていて、「Stella」（一番大きな海食柱で、高さは109m）、「Mezzo」（Stellaの隣にある海食柱で、高さ82m）、「Scopolo」または「Fuori」（高さ106mの海食柱）と呼ばれる。なお、「Scopolo」または「Fuori」と呼ばれる海食柱には、lacerta viridens faraglionesisと命名された、ここだけでしか見られない固有種のトカゲがいることで知られている。

### ヘイスタック・ロック

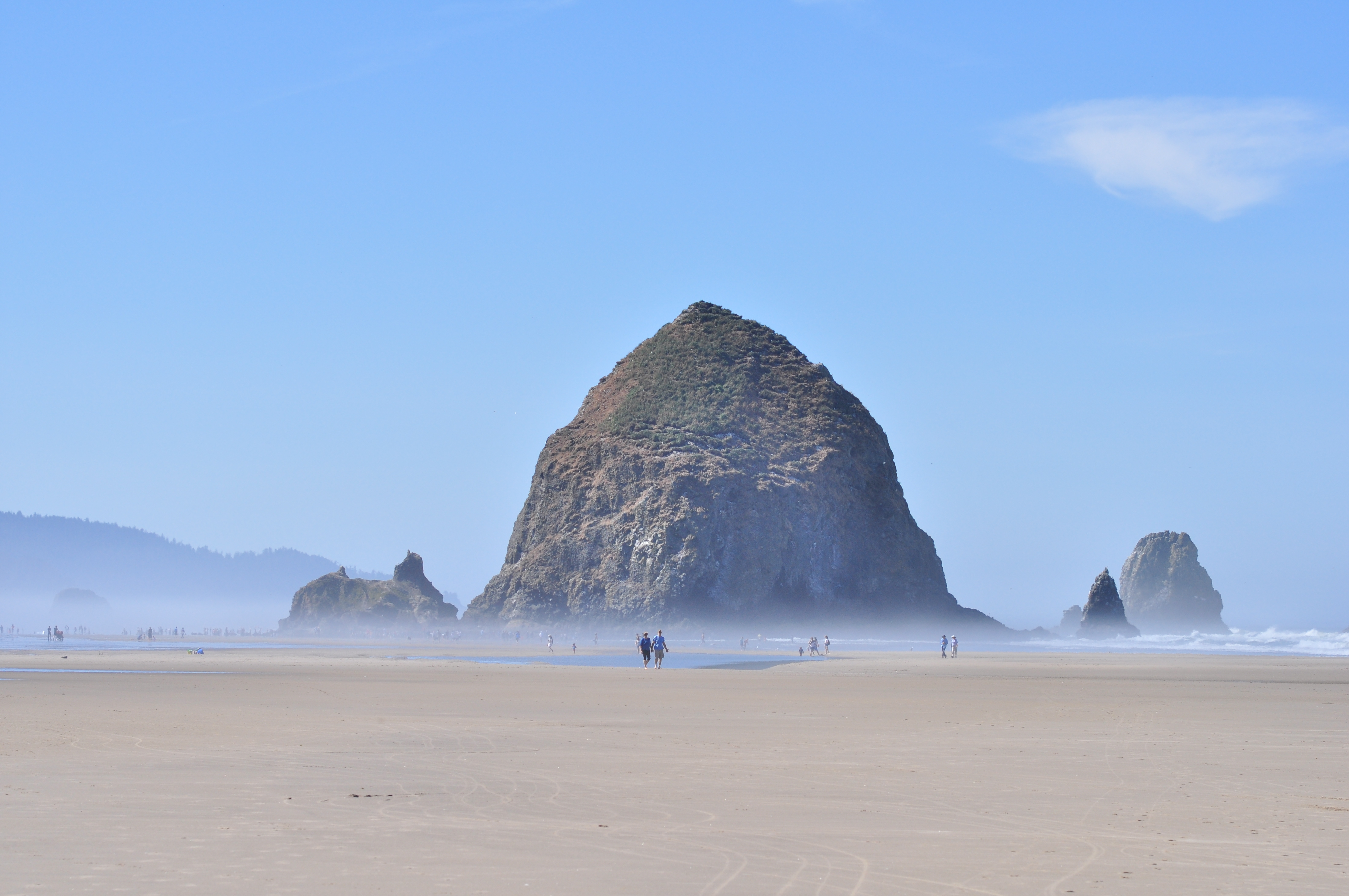
Haystack Rock

ヘイスタック・ロック（Haystack Rock）とは、アメリカ合衆国のオレゴン州に存在する高さが約72mの海食柱である。ただし、ヘイスタック・ロックと命名されている岩は1つではなく、オレゴン州の他の場所にも存在する。（「3つあるヘイスタック・ロック」の節を参照のこと。）なお、Haystackは「戸外のある干草の大きな山」を意味する英語なので、日本語に訳すと「干草の山のような岩」という意味になる。

### 帆岩

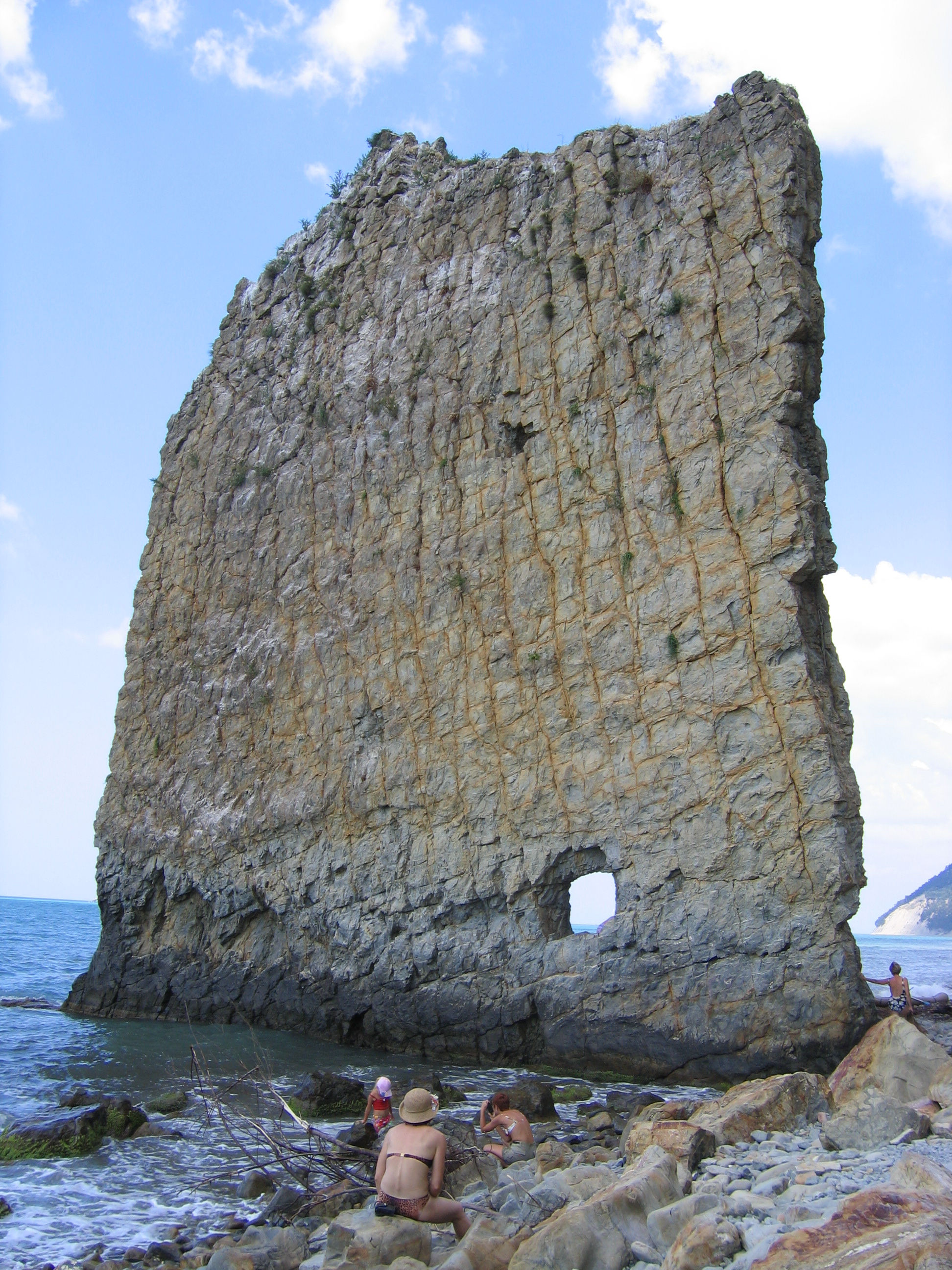
Sail Rock

帆岩（Sail Rock）とは、砂岩の一枚岩でできた、帆船の帆のような形をした海食柱である。帆岩という名称は、この形状のために名付けられた。帆岩は、ロシアのクラスノダール地方、黒海の海岸に存在する。ここは北緯44度26分、東経38度11分付近。ゲレンジークの南東約17kmの地点である。

#### 帆岩の概説
帆岩は、白亜紀の終盤に形成された砂岩の一枚岩でできている。
この砂岩は、海による侵食のために周囲の岩盤から切り離され、現在は海岸からほぼ垂直に立ち上がった状態で存在している。注目すべきはその形状で、高さは約25m、幅は約20mあるのにもかかわらず、その厚みはわずか1m程度しかないことである。このような形状であるために、この岩は四角形の帆に似ていると言われる。このような形状になったのは、この砂岩には異なった強度を持った層が存在しており、そこに海の波が打ち付けて侵食された結果だと考えられている。
帆岩は、1971年11月にゲレンジークの行政当局によって天然記念物として指定された。

#### 帆岩の穴
この帆岩には地上から約250cm程度の所に穴が開いていて、その穴は帆を貫通している。この穴の起源について、正確なことは判っていない。ただし、多くのガイドは、コーカサス戦争の時に大砲の弾が当ったためにできた穴だと言っている。しかしながら、この説の正確性には疑わしい点が存在する。1903年に黒海沿岸を調査したS. Vasyukovが、帆岩を調査した後に書いた文章に、「……戦艦から砲撃を行う時、弾丸は4つ放つものだが、この岩にそのような穴は開いていない……」とある。

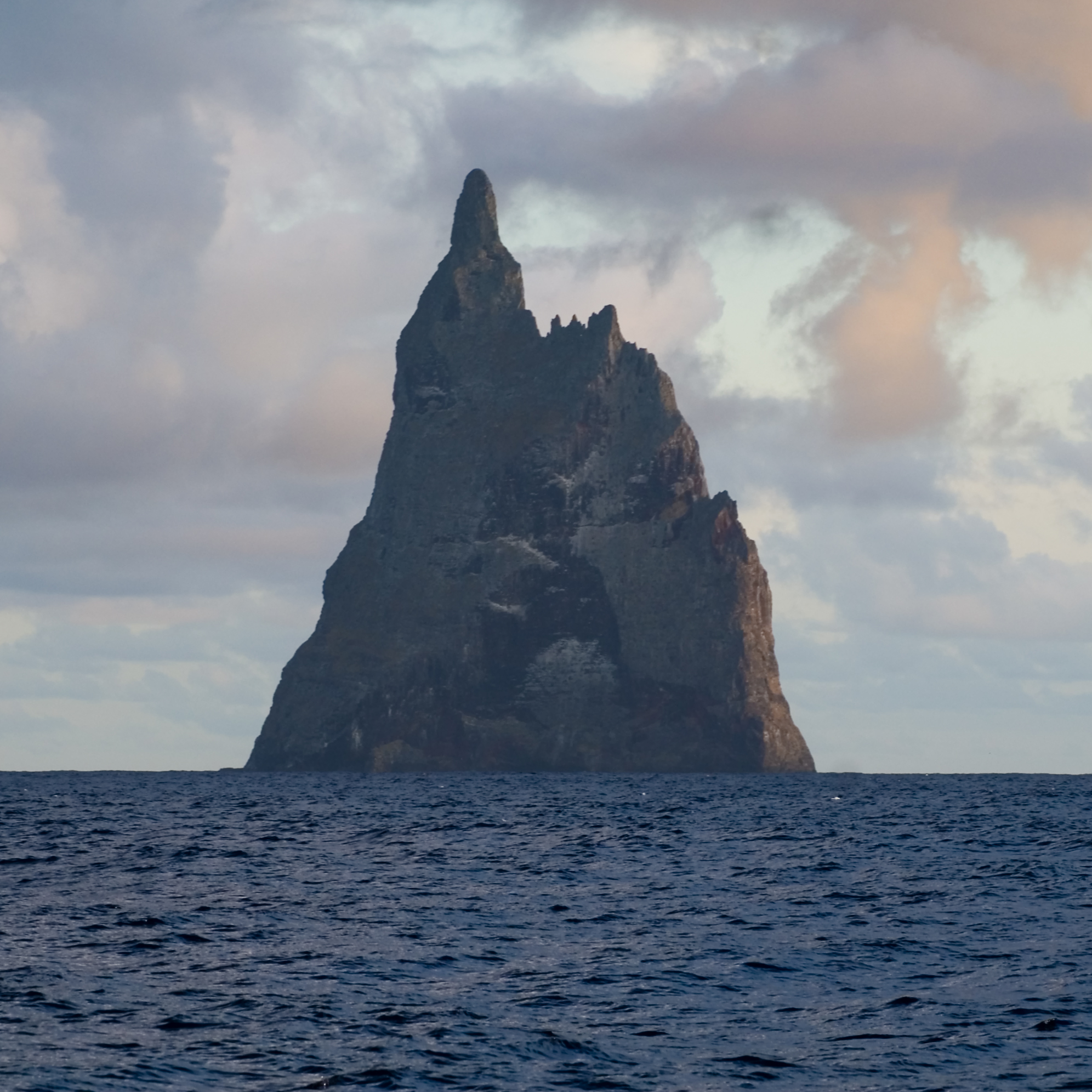
Ball's Pyramid

### ボールズ・ピラミッド
ボールズ・ピラミッド（Ball's Pyramid）は、ロード・ハウ島群に存在する。火山岩のみでできた海食柱としては、世界で高さの最も高い海食柱として知られている。

### 見付島

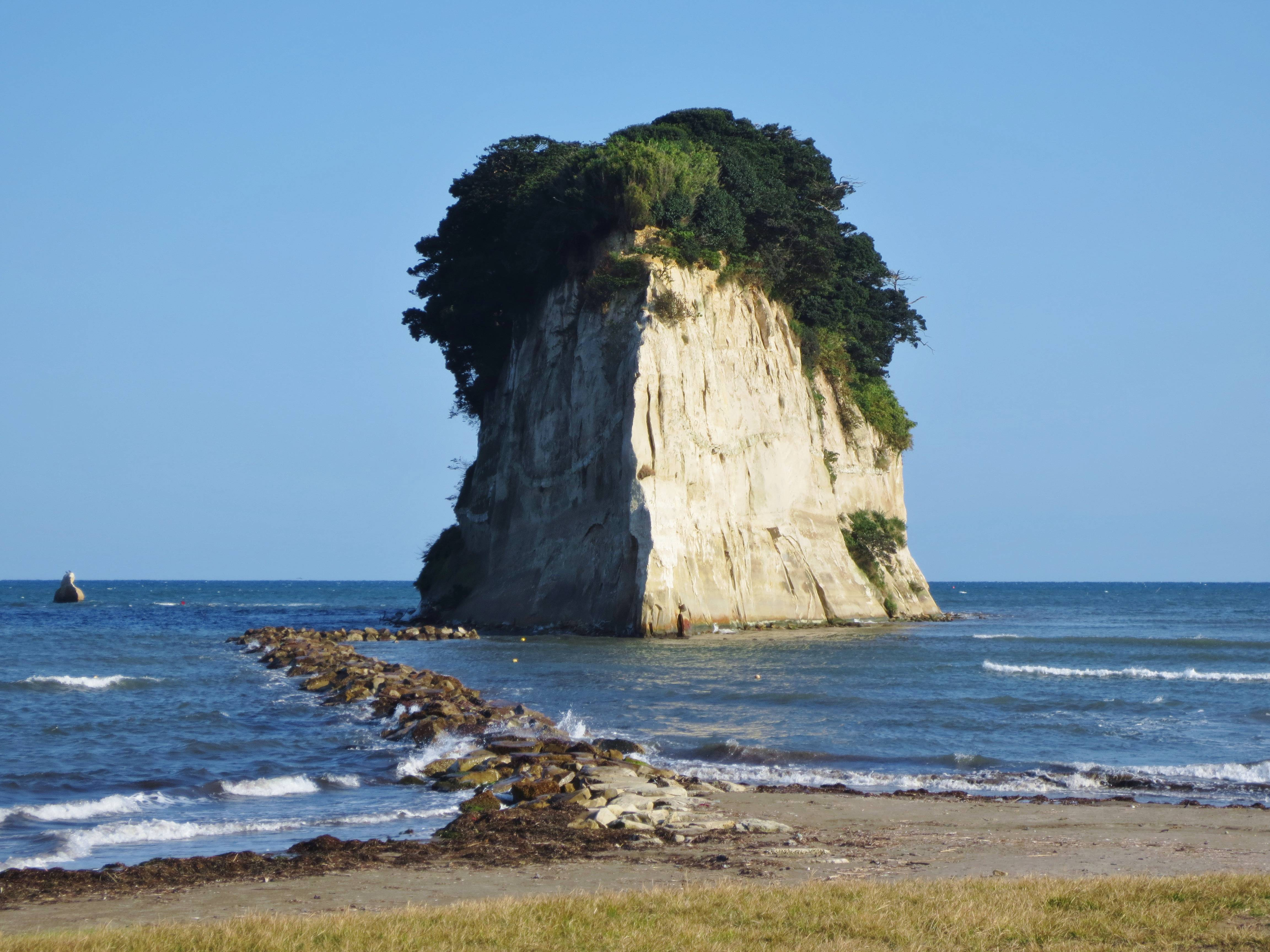
見附島

見付島（みつけじま）とは、石川県の珠洲市の見付海岸付近に存在する海食柱である。この島は無人島であり、そのおおよその位置は、北緯37度23分、東経137度15分。この島の岩は白っぽい色をしており、島の周囲は約400m、面積は約0.00105km2、標高は28mである。
この島の上には植物が生い茂っている。
なお、明治時代初頭頃までは、島ではなく半島、つまり陸続きであった。
しかし、この島は能登半島に広く分布している柔らかい地層でできているために浸食が激しく、その後陸から切り離されて、現在のような形状の島となった。
このようにして島になってから後、地元では、その形が軍艦に似ていると言われるようになり、そのため見付島は「軍艦島」という別名でも呼ばれるようになった。

### ローソク岩

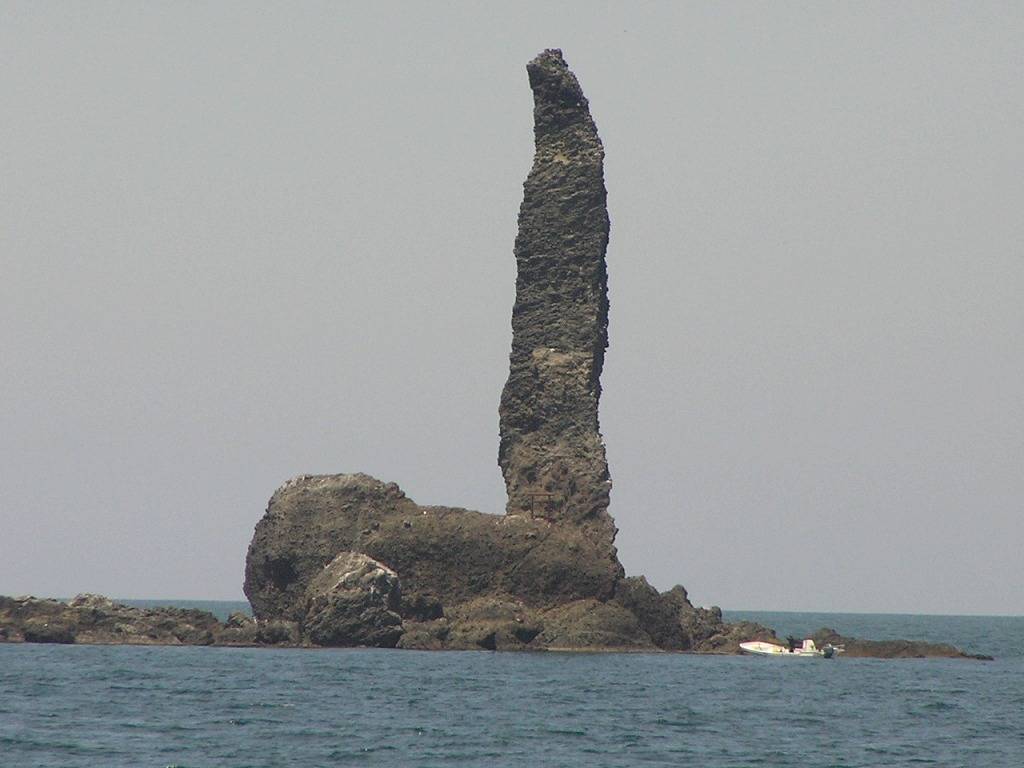
北海道のローソク岩

ローソク岩は、北海道に存在する海食柱。過去の津波によって一部が崩れたことで知られており、この例からも海食柱はいずれ崩れる運命にあることが判る。

### ローソク島
ローソク島は、隠岐諸島に存在する海食柱。

### ロッコール島
ロッコール島は、北大西洋に存在する海食柱。

## 音訳不明の海食柱
この節は、音訳ができなかった海食柱を、アルファベット順に並べてあります。もし音訳ができる場合は、「海食柱の例」の節に50音順に並べてください。

### Lange Anna

Lange Anna

Lange Annaとは、北海に浮かぶドイツ領のヘルゴラント島に存在する、砂岩の一種（詳しくは英語版のTorridonianを参照）でできた、高さ約47mの海食柱である。Lange Annaのおおよその位置は、北緯54度11分、東経7度52分。なお、この岩は、1969年に天然記念物に指定された。

#### Lange Annaの名称について
Lange Annaの「Lange」は「長い」と言った意味のドイツ語である。英語でLange Annaは「ロング・アンナ（Long Anna）／長いアンナ」や「トール・アンナ（Tall Anna）／背の高いアンナ」と呼ばれる。しかし、以前は「Hengst」や「Monch」という名称でも呼ばれ、さらに、地元では「Nathurn Stak」（北の石柱といった意味）と呼ばれており、この「Nathurn Stak」こそが本来の名称であった

。

#### Lange Annaの観光
現在、Lange Annaに登ることは禁止されている。しかし、観光客は、少し離れた場所からこの岩を見ることはできる。

### Old Man of Stoer

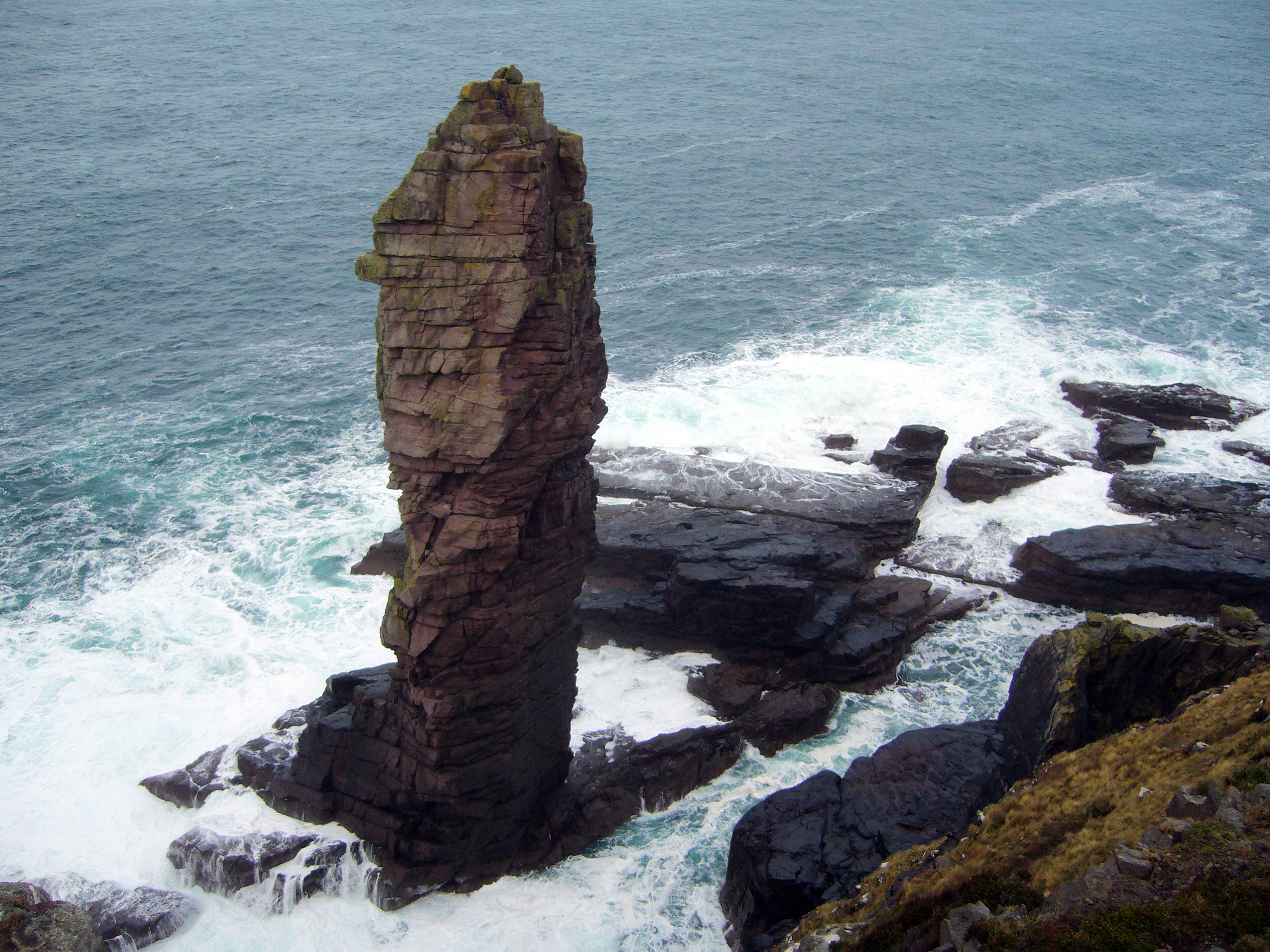
Old Man of Stoer

Old Man of Stoerとは、スコットランドのハイランド地方のサザランドに存在する、新原生代の砂岩（詳しくは英語版のTorridonianを参照）でできた、高さ約60mの海食柱である。この岩のおおよその位置は、北緯58度15分、西経5度22分。

#### Old Man of Stoerに登る
The Old Man of Stoerは、しばしばロッククライミングが行われる場所としても有名である。基本的に、この岩に接近することが可能なのは干潮時である。干潮時は、小さな入り江を泳ぐことで、本土からThe Old Man of Stoerの台座に渡ることができる。ここでティロリーントラバースを使えば、この岩のどちら側からでも比較的安全に登ることができる。（むろん注意深く登る必要はある。）なお、風の強い日にこの岩に登るのは大変難しい。また、The Old Man of Stoerや近くの崖にはフルマカモメが住んでいるが、彼らの気が立っている場合は、彼らがこの岩を登る者にとっての危険要素となり得る。

#### Old Man of Stoer近隣の村、Stoer
The Old Man of Stoerの近くには、Stoerという村も存在する。Stoerは、The Old Man of Stoerから見て北に約1kmの所に位置する。村のおおよその位置は、北緯58度20分、西経5度34分。Stoerは、Assynt教区の中にある小作農地に位置する村である。かつて、長老派会員の牧師であるノーマン・マクリオド（Norman McLeod）が、このStoerから移民を、カナダのノバスコシア州や、ニュージーランドに送ったことで知られる。

### Yesnaby Castle
Yesnaby Castleとは、スコットランドのオークニー諸島のメインランド島の西部に存在する、砂岩でできた、海食柱である。この辺りの岩盤は、デボン紀の頃に流水の作用（流れの急な場所では侵食して、流れが緩くなると侵食して削り出した砂礫を堆積させる作用）によって、堆積したことでできた堆積岩だと考えられている。そして、それが海によって侵食され、現在のYesnaby Castleが形成されたとされる。
（英語版の記事に画像あり。）

## 関係項目
- 海食柱